# Chrysler Sunbeam
Chrysler Sunbeam – samochód osobowy klasy subkompaktowej produkowany pod amerykańską marką Chrysler w latach 1977–1979 oraz pod brytyjską marką Talbot w latach 1979–1981.

## Historia i opis modelu

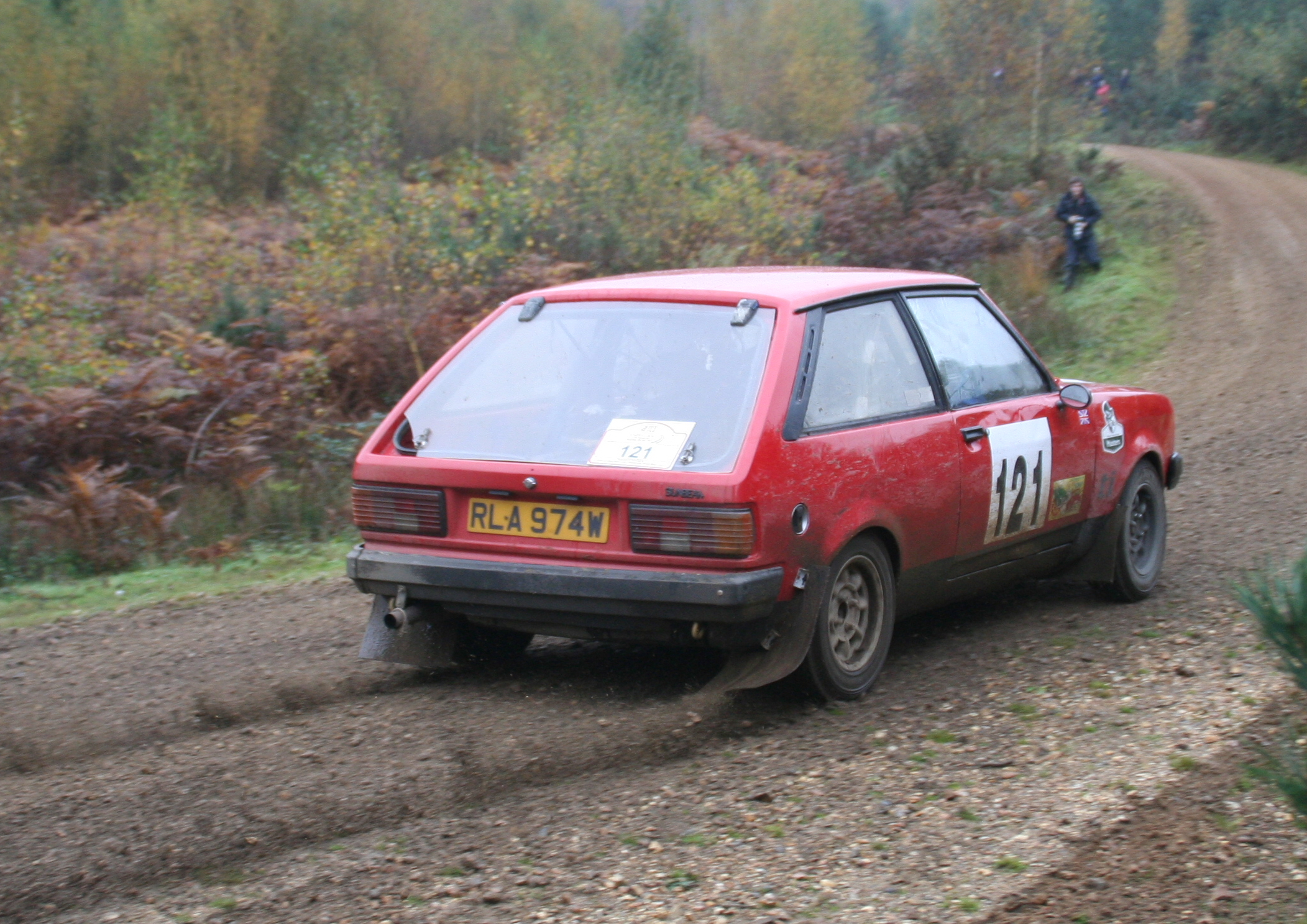
Chrysler Sunbeam – tył

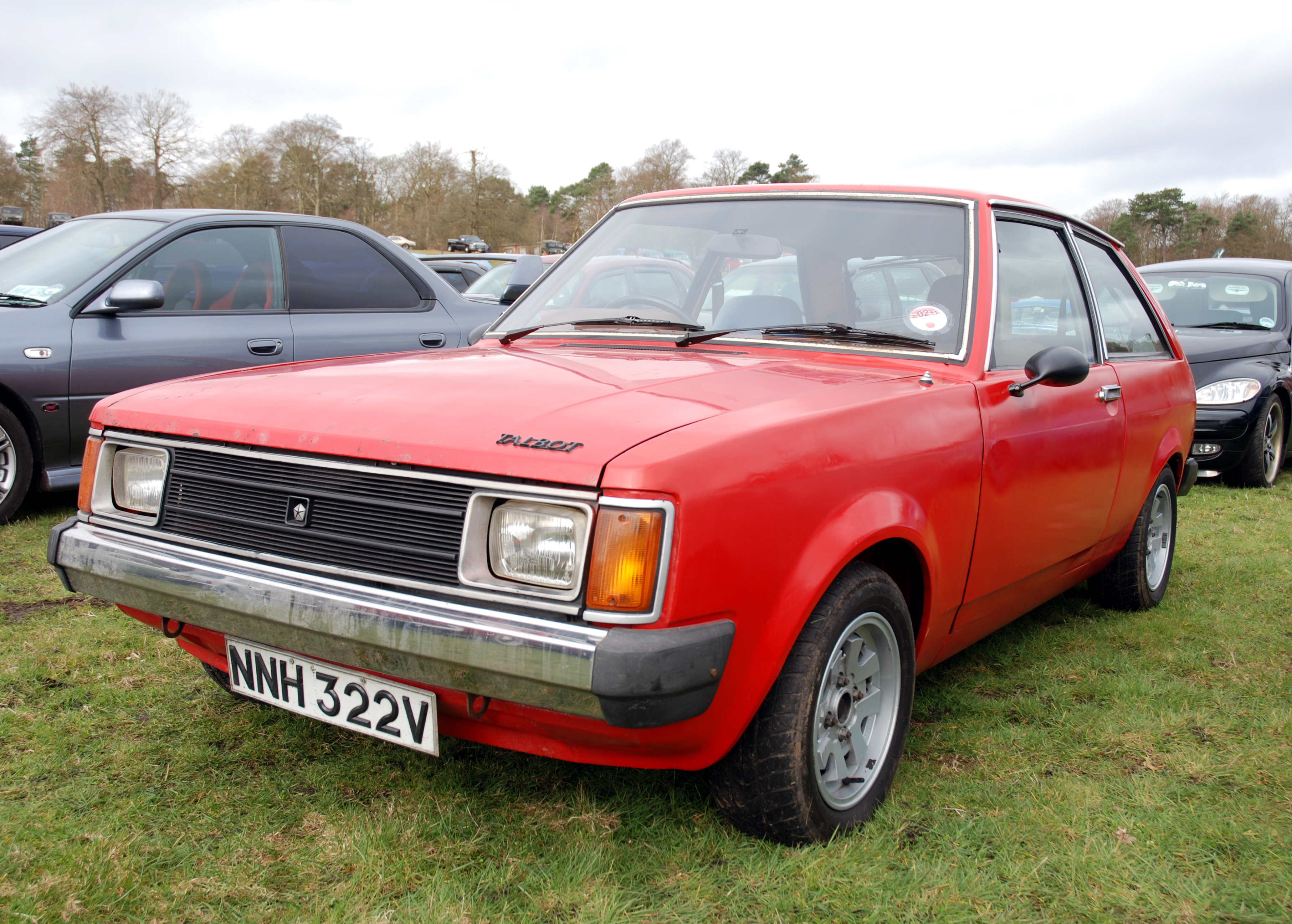
Talbot Sunbeam

W połowie lat 70. europejski oddział Chryslera rozpoczął prace konstrukcyjne nad nowym, miejskim samochodem. Efektem prac był przedstawiony w lipcu 1977 roku model Sunbeam, który powstał na skróconej platformie wykorzystanej także w modelu Avenger. Chrysler Sunbeam był dostępny tylko jako 3-drzwiowy hatchback. Do napędu Sunbeama używano silników R4 o pojemności: 0,9, 1,3, 1,6 oraz 2,2 litra. Moc przenoszona była na oś tylną poprzez 4-biegową manualną skrzynię biegów.

### Zmiana nazwy
W 1979 roku, w związku z zamknięciem europejskiego oddziału Chryslera i przejęciem go w całości przez francuski koncern PSA Peugeot-Citroen, wszystkie dotychczasowe modele marki zostały przemianowane na markę Talbot. Jako Talbot Sunbeam, samochód był oferowany przez kolejne dwa lata, po czym został zastąpiony przez model Samba.

### Dane techniczne (1.6 GL)
- R4 1,6 l (1598 cm³), 2 zawory na cylinder, OHV
- Układ zasilania: gaźnik
- Średnica × skok tłoka: 87,40 mm × 66,70 mm
- Stopień sprężania: 8,8:1
- Moc maksymalna: 70 KM (51,5 kW) przy 4800 obr./min
- Maksymalny moment obrotowy: 123 N•m przy 2900 obr./min

### Dane techniczne (2.2 Lotus)
- R4 2,2 l (2170 cm³), 4 zawory na cylinder, DOHC
- Układ zasilania: gaźnik
- Średnica × skok tłoka: 95,20 mm × 76,20 mm
- Stopień sprężania: 9,44:1
- Moc maksymalna: 152 KM (111,9 kW) przy 5750 obr./min
- Maksymalny moment obrotowy: 203 N•m przy 4500 obr./min
- Przyspieszenie 0-100 km/h: 7,4 s
- Czas przejazdu pierwszych 400 m: 15,6 s
- Prędkość maksymalna: 195 km/h